# Skate America de 2009
O Skate America de 2009 foi a vigésima oitava edição do Skate America, um evento anual de patinação artística no gelo organizado pela United States Figure Skating Association, e que fez parte do Grand Prix de 2009–10. A competição foi disputada entre os dias 12 de novembro e 15 de novembro, na cidade de Lake Placid, Nova Iorque, Estados Unidos.

## Eventos
- Individual masculino
- Individual feminino
- Duplas
- Dança no gelo

## Medalhistas
| Evento                        | Ouro                                             | Prata                                            | Bronze                                       |
| Individual masculino detalhes | Evan Lysacek · Estados Unidos                    | Shawn Sawyer · Canadá                            | Ryan Bradley · Estados Unidos                |
| Individual feminino detalhes  | Kim Yu-Na · Coreia do Sul                        | Rachael Flatt · Estados Unidos                   | Júlia Sebestyén · Hungria                    |
| Duplas detalhes               | Shen Xue · Zhao Hongbo · China                   | Tatiana Volosozhar · Stanislav Morozov · Ucrânia | Zhang Dan · Zhang Hao · China                |
| Dança no gelo detalhes        | Tanith Belbin · Benjamin Agosto · Estados Unidos | Anna Cappellini · Luca Lanotte · Itália          | Alexandra Zaretski · Roman Zaretski · Israel |

## Resultados

### Individual masculino
| Pos.              | Nome               | Nacionalidade    | Pontos | PC         | PL          |
| ----------------- | ------------------ | ---------------- | ------ | ---------- | ----------- |
| Medalha de ouro   | Evan Lysacek       | Estados Unidos   | 237.72 | 79.17 (1)  | 158.55 (1)  |
| Medalha de prata  | Shawn Sawyer       | Canadá           | 203.91 | 65.95 (5)  | 137.96 (4)  |
| Medalha de bronze | Ryan Bradley       | Estados Unidos   | 198.12 | 59.24 (8)  | 138.88 (2)  |
| 4                 | Florent Amodio     | França           | 197.58 | 72.65 (2)  | 124.93 (6)  |
| 5                 | Tomáš Verner       | República Tcheca | 194.06 | 55.90 (11) | 138.16 (3)  |
| 6                 | Kevin Reynolds     | Canadá           | 190.23 | 59.05 (10) | 131.18 (5)  |
| 7                 | Adrian Schultheiss | Suécia           | 185.07 | 67.55 (4)  | 117.52 (7)  |
| 8                 | Brandon Mroz       | Estados Unidos   | 174.00 | 71.40 (3)  | 102.60 (11) |
| 9                 | Yasuharu Nanri     | Japão            | 168.84 | 59.35 (7)  | 109.49 (8)  |
| 10                | Andrei Lutai       | Rússia           | 167.79 | 60.64 (6)  | 107.15 (9)  |
| 11                | Wu Jialiang        | China            | 164.26 | 59.16 (9)  | 105.10 (10) |
| 12                | Igor Macypura      | Eslováquia       | 144.02 | 51.45 (12) | 92.57 (12)  |

### Individual feminino
| Pos.              | Nome                 | Nacionalidade  | Pontos | PC         | PL         |
| ----------------- | -------------------- | -------------- | ------ | ---------- | ---------- |
| Medalha de ouro   | Kim Yuna             | Coreia do Sul  | 187.98 | 76.28 (1)  | 111.70 (2) |
| Medalha de prata  | Rachael Flatt        | Estados Unidos | 174.91 | 58.80 (2)  | 116.11 (1) |
| Medalha de bronze | Júlia Sebestyén      | Hungria        | 159.03 | 58.54 (3)  | 100.49 (3) |
| 4                 | Fumie Suguri         | Japão          | 148.99 | 56.04 (4)  | 92.95 (5)  |
| 5                 | Jelena Glebova       | Estônia        | 148.71 | 52.28 (5)  | 96.43 (4)  |
| 6                 | Elene Gedevanishvili | Geórgia        | 144.19 | 52.18 (6)  | 92.01 (6)  |
| 7                 | Emily Hughes         | Estados Unidos | 135.31 | 45.32 (11) | 89.99 (7)  |
| 8                 | Sarah Hecken         | Alemanha       | 131.10 | 43.86 (12) | 87.24 (8)  |
| 9                 | Joshi Helgesson      | Suécia         | 129.91 | 51.32 (7)  | 78.59 (10) |
| 10                | Alexe Gilles         | Estados Unidos | 129.01 | 46.56 (10) | 82.45 (9)  |
| 11                | Susanna Pöykiö       | Finlândia      | 124.22 | 46.72 (9)  | 77.50 (11) |
| 12                | Tuğba Karademir      | Turquia        | 122.40 | 49.42 (8)  | 72.98 (12) |

### Duplas
| Pos.              | Nome                                   | Nacionalidade  | Pontos | PC        | PL         |
| ----------------- | -------------------------------------- | -------------- | ------ | --------- | ---------- |
| Medalha de ouro   | Shen Xue / Zhao Hongbo                 | China          | 201.40 | 74.36 (1) | 127.04 (1) |
| Medalha de prata  | Tatiana Volosozhar / Stanislav Morozov | Ucrânia        | 171.82 | 61.70 (2) | 110.12 (3) |
| Medalha de bronze | Zhang Dan / Zhang Hao                  | China          | 168.19 | 56.84 (5) | 111.35 (2) |
| 4                 | Keauna McLaughlin / Rockne Brubaker    | Estados Unidos | 165.37 | 58.54 (4) | 106.83 (4) |
| 5                 | Amanda Evora / Mark Ladwig             | Estados Unidos | 148.33 | 50.14 (6) | 98.19 (5)  |
| 6                 | Brooke Castile / Benjamin Okolski      | Estados Unidos | 139.58 | 49.52 (7) | 90.06 (6)  |
| 7                 | Stacey Kemp / David King               | Reino Unido    | 130.80 | 43.46 (8) | 87.34 (7)  |
| 8                 | Meagan Duhamel / Craig Buntin          | Canadá         | 59.64  | 59.64 (3) | — (WD)     |

### Dança no gelo
| Pos.              | Nome                                | Nacionalidade  | Pontos | DC         | DO         | DL         |
| ----------------- | ----------------------------------- | -------------- | ------ | ---------- | ---------- | ---------- |
| Medalha de ouro   | Tanith Belbin / Benjamin Agosto     | Estados Unidos | 195.85 | 39.28 (1)  | 60.95 (1)  | 95.62 (1)  |
| Medalha de bronze | Alexandra Zaretski / Roman Zaretski | Israel         | 171.77 | 31.93 (4)  | 51.90 (3)  | 87.94 (2)  |
| Medalha de prata  | Anna Cappellini / Luca Lanotte      | Itália         | 171.86 | 32.04 (3)  | 54.09 (2)  | 85.73 (3)  |
| 4                 | Jana Khokhlova / Sergei Novitski    | Rússia         | 168.25 | 36.94 (2)  | 49.53 (5)  | 81.78 (4)  |
| 6                 | Madison Chock / Greg Zuerlein       | Estados Unidos | 153.92 | 28.88 (7)  | 44.55 (8)  | 80.49 (5)  |
| 5                 | Kimberly Navarro / Brent Bommentre  | Estados Unidos | 160.89 | 30.19 (5)  | 51.28 (4)  | 79.42 (6)  |
| 7                 | Kristina Gorshkova / Vitali Butikov | Rússia         | 152.43 | 29.32 (6)  | 46.64 (6)  | 76.47 (7)  |
| 9                 | Zoé Blanc / Pierre-Loup Bouquet     | França         | 140.71 | 24.39 (10) | 42.66 (10) | 73.66 (8)  |
| 8                 | Caitlin Mallory / Kristjan Rand     | Estônia        | 143.50 | 26.89 (9)  | 44.58 (7)  | 72.03 (9)  |
| 10                | Yu Xiaoyang / Wang Chen             | China          | 135.62 | 27.43 (8)  | 44.15 (9)  | 64.04 (10) |

## Quadro de medalhas
| Ordem | País           | Medalha de ouro | Medalha de prata | Medalha de bronze |    | Ordem por total |
| ----- | -------------- | --------------- | ---------------- | ----------------- | -- | --------------- |
| 1     | Estados Unidos | 2               | 1                | 1                 | 4  | 1               |
| 2     | China          | 1               |                  | 1                 | 2  | 2               |
| 3     | Coreia do Sul  | 1               |                  |                   | 1  | 3               |
| 4     | Canadá         |                 | 1                |                   | 1  | 3               |
| 4     | Itália         |                 | 1                |                   | 1  | 3               |
| 4     | Ucrânia        |                 | 1                |                   | 1  | 3               |
| 7     | Hungria        |                 |                  | 1                 | 1  | 3               |
| 7     | Israel         |                 |                  | 1                 | 1  | 3               |
| TOTAL | TOTAL          | 4               | 4                | 4                 | 12 | —               |